# 합천초등학교 (경남)
합천초등학교는 대한민국 경상남도 합천군 합천읍 합천리에 있는 공립 초등학교이다.

## 학교 연혁
- 1908년 6월 1일 사립 흥명학교 개교
- 1912년 4월 1일 합천공립보통학교 개편
- 1938년 4월 1일 합천제1공립심상소학교 개칭
- 1941년 4월 1일 합천제1공립국민학교 개칭
- 1950년 6월 1일 합천국민학교 개칭
- 1996년 3월 1일 합천초등학교로 개칭
- 2012년 4월 1일 개교 100주년
- 2014년 9월 1일 제27대 주영완 교장 취임
- 2017년 2월 10일 제105회 졸업(총 졸업생수: 16,505명)
- 2017년 3월 1일 26학급 편성(특수 1)

## 참고 자료
- 합천초등학교 - 한국교육학술정보원 학교알리미